# Lophocorona melanora
Lophocorona melanora är en fjärilsart som beskrevs av Ralph S. Common 1973. Lophocorona melanora ingår i släktet Lophocorona och familjen Lophocoronidae. Inga underarter finns listade i Catalogue of Life.